# Бонга (Вологодская область)
Бонга — посёлок в Вашкинском округе Вологодской области. Входит в сельское поселение Киснемское (до 2015 года являлся административным центром сельского поселения Пореченское). 
Находится в лесах в 20 км к северу от Белого озера. Расположен на правом берегу реки Кема в 36 км к северо-западу от райцентра — села Липин Бор (51 км по автодорогам), в 195 км от Вологды (220 км по автодорогам) и в 155 км к северу от Череповца (225 км по автодорогам).
В южной части посёлка протекает ручей Вешкойский. На юге вблизи посёлка находится мост через Кему, по которому проходит подъездная дорога к посёлку.
Ближайшие населённые пункты (в радиусе 2,5 км): малые деревни Поповка, Легково, Екимово, Левино.
Основан в 1954 году.
Основной деятельностью была лесозаготовка. В советское время лес сплавляли по реке Кема до поселка Новокемский.

## Население
| 2010 |
| ---- |
| 277  |

В 2002 году население составляло 425 человек. Преобладающая национальность — русские (98 %).